# بتیون (کارولینای جنوبی)
بتیون(به انگلیسی: Bethune) شهری در ایالت کارولینای جنوبی کشور ایالات متحده آمریکا است که جمعیت آن در سرشماری سال ۲۰۱۰ میلادی، ۳۳۴ نفر بوده‌است.